# ایوان ماماخانوف
ایوان رومانی ماماخانوف (ارمنی: Իվան Ռոմանի Մամախանով؛ روسی: Иван Романович Мамаханов؛ زادهٔ ۲۶ فوریهٔ ۱۹۹۶ در ایوانتئفکا) بازیکن فوتبال در پست مدافع اهل ارمنستان است.

## باشگاهی
از باشگاه‌هایی که در آن بازی کرده‌است می‌توان به باشگاه فوتبال اولیس، باشگاه فوتبال آرماویر، باشگاه فوتبال آرارات مسکو و باشگاه فوتبال ایروان اشاره کرد.

## تیم ملی
وی همچنین در تیم‌های ملی فوتبال زیر ۱۹ سال ارمنستان و زیر ۲۱ سال ارمنستان بازی کرده‌است.